# الحلانجي (مسلسل)
الحلانجي مسلسل تلفزيوني مصري درامي.

## القصة
يعمل نصاب محترف لصالح مجموعة من الأشخاص يقومون بأعمال غير قانونية، ثم يقع ضحية لمؤامرة ويدخل على إثرها السجن، وعندما يخرج منه يحاول بناء حياته من جديد ويعقد تحالفات جديدة، بينما يخطط للانتقام ممن ظلموه.

## طاقم التمثيل
- محمد رجب
- أيتن عامر
- عبير صبري
- دانا حلبي
- عمرو رجب
- محمد لطفي
- هالة فاخر
- أحمد وفيق
- محمود قابيل
- طارق صبري
- ميمي جمال
- إيناس النجار
- أحمد عبدالله محمود
- إبراهيم السمان
- سامح الصريطي
- مفيد عاشور
- أحمد بندق
- يوسف وائل نور